# 玉皇阁水库
玉皇阁水库是中国陕西省咸阳市三原县境内的一座水库，位于赵氏河上，建于1964年。水库正常库容为800万立方米，集雨面积为178平方千米，海拔为632.3米。